# Цыганов, Валерий Иванович
Валерий Иванович Цыганов (14 октября 1956, Мончегорск) — советский горнолыжник и спортивный чиновник. Первым из горнолыжников СССР выиграл этап кубка мира (5 марта 1981 года, Аспен, скоростной спуск).
В конце 1970-х годов Цыганов был принят в мужскую сборную СССР по горным лыжам, которой руководил Леонид Тягачёв. Горнолыжники мужской сборной СССР до этого никогда не добивались успехов на международных соревнованиях, и лишь в 1978 году начали занимать призовые места на этапах Кубка мира. 
На Олимпийских играх 1980 года в Лейк-Плесиде Цыганов показал восьмой результат в скоростном спуске, что оказалось самым высоким местом среди советских горнолыжников-мужчин в какой-либо дисциплине, и существенным прогрессом по сравнению с предыдущими олимпиадами. Он выступал также в гигантском слаломе, показал шестой результат в первой попытке, но не смог финишировать во второй. На Олимпийских играх 1984 года в Сараево выступал лишь в скоростном спуске и занял 23 место. 
В 1981 году стал первым горнолыжником СССР, выигравшим этап Кубка мира. На подиум на этапах Кубка мира больше не поднимался, но был один раз четвёртым и несколько раз входил в десятку. В течение месяца вслед за ним этапы кубка мира четырежды выигрывал Александр Жиров. До 27 января 2015 года мужчины-горнолыжники СССР и России этапы Кубка мира не выигрывали.
Многократный чемпион СССР.
В 1985 году окончил институт физической культуры (город Чайковский), после чего занимал различные посты в руководстве спортивными организациями, в частности, председателя Комитета по физической культуре, спорту и туризму Мурманской области (с 1997 года). Занимал должность вице-президента Федерации горнолыжного спорта и сноуборда России, в 2010 году был назначен первым заместителем руководителя Департамента по физической культуре и спорту Москвы. В 2012 году назначен заместителем директора Департамента развития зимних видов спорта и координации подготовки к Олимпийским играм в г. Сочи Министерства спорта Российской Федерации.

## Победы на этапах Кубка мира
| № | Сезон   | Дата         | Место проведения | Дисциплина       |
| - | ------- | ------------ | ---------------- | ---------------- |
| 1 | 1980/81 | 5 марта 1981 | Аспен            | Скоростной спуск |